# Gregorio Luperón
Gregorio Luperón, vojaški vodja in državnik iz Dominikanske republike, * 8. september 1839, San Felipe de Puerto Plata, † 21. maj 1897, San Felipe de Puerto Plata.
Luperón je znan predvsem po svojih prispevkih med obnovitvijo Dominikanske republike po španski zasedbi države leta 1863. Med letoma 1879 in 1880 je bil vršilec dolžnosti predsednika Dominikanske republike.

## Otroštvo
Rodil se je Pedru Castellanosu in Nicolasi Luperón. Njegova starša sta imela v lasti ventorillo (manjše podjetje). V okviru podjetja so njuni otroci morali na ulici prodajati izdelke, kot je lokalna slaščica piñonates ter tako sami že zelo zgodaj skrbeti, da se je družina imela s čim preživljati. 
Ko je bil star okoli 14 let, se je zaposlil pri Pedru Eduardu Dubocqu, lastniku velikega lesnopredelovalnega obrata. Pri delu je prikazal veliko zavzetosti in močan značaj, s čimer si je kasneje prislužil mesto v upravi podjetja. Ker si je mladi Gregorio želel razširiti obzorja, mu je Dubocq omogočil dostop do svoje zasebne knjižnice. 

## Prvi boji
Leta 1861 je Dominikansko republiko zasedla Kraljevina Španija. Luperónu je bilo takrat le 22 let, a je že takrat bil zaveden domoljub. Nekoč ga je okupatorska oblast zaprla, a je uspel uiti in kasneje prebegniti v Združene države. Kmalu zatem se je uspel vrniti v državo skozi pristaniško mestece Monte Cristi ter se prebiti vse do prizorišča Upora v Sabaneti, a prisotnost Gregoria ni zadostovala - Španci so za upor hitro izvedeli in ga nemudoma zatrli. 
Po neuspehu so se Luperón in njegovi rojaki zatekli v gorovje pri La Vegi, kjer so začeli s pripravami na novo vstajo.  

## Smrt
Po tem, ko je zbolel med bivanjem na otoku Saint Thomas na Deviškem otočju, ga je tam poiskal Ulises Heureaux ter ga prepeljal v rodni Puerto Plata, kjer je 21. maja 1897 umrl.

## Poimenovanja
Dandanes so po Luperónu poimenovani Mednarodno letališče Gregoria Luperóna v Puerto Plati, Matematično-naravoslovna srednja šola Gregoria Luperóna v New Yorku, ter manjše mestece Luperón okoli 50 kilometrov zahodno od Puerto Plate.
1. 1 2  SNAC — 2010.
2. 1 2  Find a Grave — 1996.
3. 1 2  data.bnf.fr: platforma za odprte podatke — 2011.